# ケープ・コッド・ポテト・チップス
座標: 北緯41度40分50.99秒 西経70度17分40.46秒 / 北緯41.6808306度 西経70.2945722度
ケープ・コッド・ポテト・チップス (Cape Cod Potato Chips ) は、ポテトチップスのブランドとして知られるスナック食品会社。本社はアメリカ合衆国マサチューセッツ州のケープコッド岬のハイアニスにある。スナイダーズ・ランスの子会社である。

## パッケージ

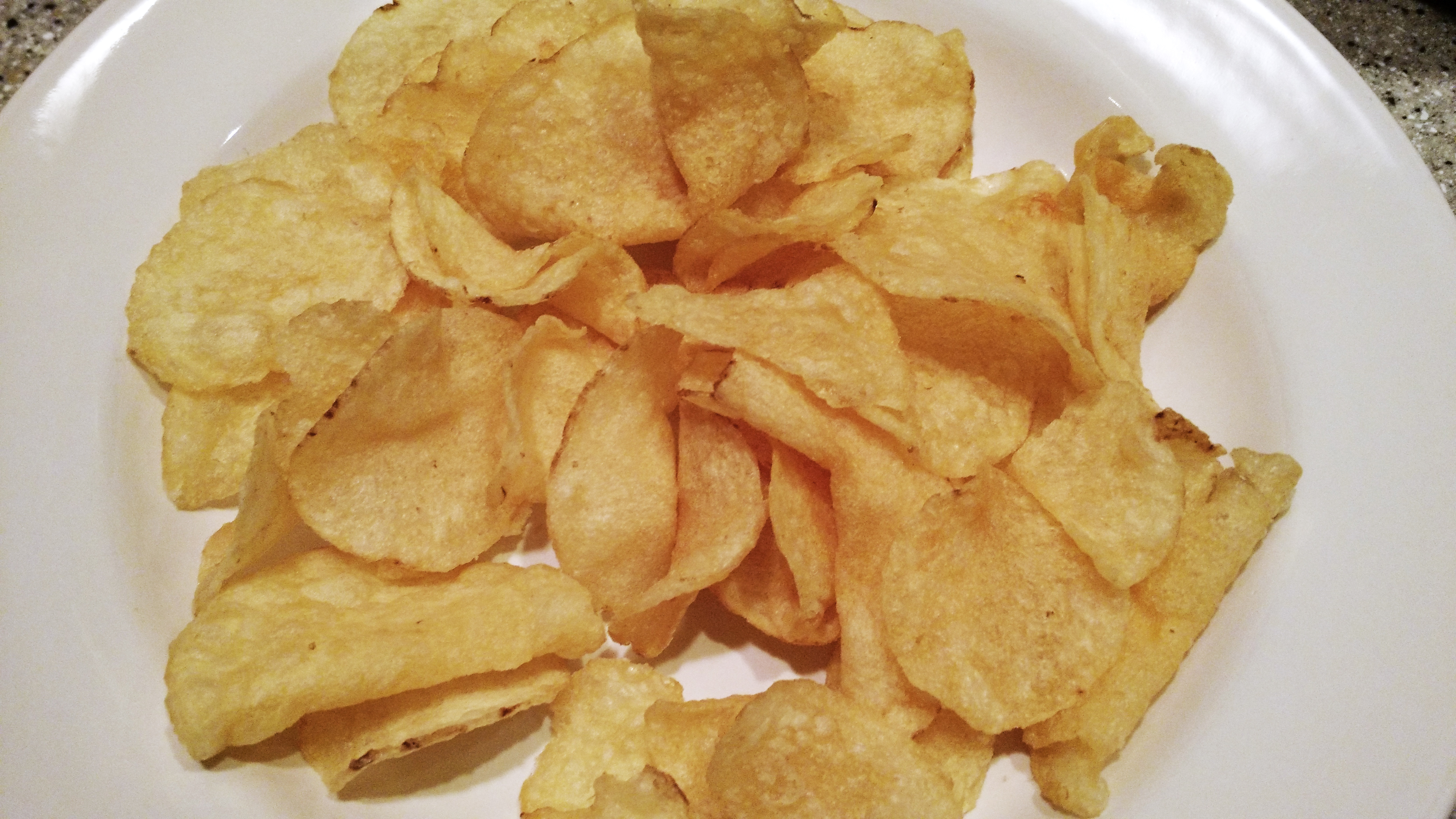
ケープ・コッド・ブランドのポテト・チップス(40% Reduced Fat)

パッケージにはカルソン・アンティーク体で社名が書かれ、ノーセット灯台の木版画が印刷されている。

## 歴史
1970年代、リン・バーナードは自然食品店を開店し、1980年により健康な食品について考えケープ・コッド・ポテト・チップス社を創立した。夫のスティーヴ・バーナードはハワイで自然派ポテト・チップスを試食し、改良を重ねた。1980年、彼が操業していた自動車部品会社を売却した。彼はペンシルバニア州トーマスビルにあるマーティンズ・ポテト・チップスで1週間製造過程を学んだのみで、スナック業の知識はほとんどなかったが、3千ドルでポテト・スライサーを購入し、マサチューセッツ州ハイアニスに観光客向けの800-平方フート (74 m2)の店舗を開設した。
通常の製造過程と違い、スライスしたポテトをベルトコンベアで油の桶を通し、数回に分けてケトルで火を通し、油の入った浅いバットの中で熊手状のものでかき混ぜながら揚げ、より噛みごたえのあるチップスに仕上げる。スナック食品協会会長ジェイムズ・A・マッカーシーは「バーナードはケトル・チップスの考案者ではないが、卓越した商品を作り上げた」と記した。
1980年7月4日の創業以来数か月は軌道に乗らなかった。その年の冬、1台の車が店舗のおもて窓に激突し、あやうくスティーヴの娘に当たるところであった。この事故により保険会社からの支払いが行われ、世間にも認知され、翌夏までに軌道に乗り、売り上げが十分に伸びて多数のチェーン・スーパーで売られるようになった。
1985年、アンハイザー・ブッシュに買収され、イーグル・スナック部門の一部として操業された。アメリカ合衆国東海岸全域で売られるようになり、翌年の1日の売り上げは8万袋で年間総売り上げは1,600万ドルとなった。1996年、バーナードはアンハイザー・ブッシュから会社と工場を買い戻した。1999年、スナック食品会社のランス社はバーナードから会社を買収し、年間売り上げは3千万ドルとなった。

## チップスの種類

### 現在販売中のチップス
- Classic
- 40% Reduced Fat
- Sea Salt & Vinegar
- Sea Salt & Cracked Pepper
- Sweet Mesquite Barbecue
- Sweet & Spicy Jalapeño
- Sour Cream & Green Onion
- 40% Less Fat Aged White Cheddar & Sour Cream
- 40% Less Fat Sea Salt & Vinegar
- 40% Less Fat Sweet Mesquite Barbeque
- 40% Less Fat Sea Salt & Cracked Pepper
- Limited Batch Back Bay Crab
- Limited Batch Asiago and Herb
- Limited Batch Chipotle Barbecue
- Waffle Cut Sea Salt
- Waffle Cut Barbecue Ranch
- Waffle Cut Buffalo Cheddar
- Waffle Cut Farm Stand Ranch
- Limited batch Firecracker BBQ

### ポップコーン
- Kettle Corn
- Sea Salt
- White Cheddar

### 廃版
- Beachside Barbecue
- Firecracker Barbecue
- Honey Dijon
- Buttermilk Ranch
- Jalapeño & Aged Cheddar
- Russet (Golden, Dark, and Robust)[5]
- Parmesean & Roasted Garlic
- Harvest Gold
- Five Cheese
- No Salt
- Waves (Original, Reduced Fat, and Golden Russet)
- Sweet Potato (Lightly Salted and Cinnamon & Sugar)
- Sierra Gold
- "Whole Earth" line
- Sour Cream & Chive

### 過去の商品
- Mild and Medium Black Bean and Corn Salsa
- Mild and Hot Salsa
- Dill and Herb Mix
- French Onion Dip
- Tortilla Chips (White Corn, Blue Sesame, Garlic Herb, Veggie)
- Tortilla Strips (Yellow Corn)
- Low-Carb Tortilla Strips
- Popcorn (Sweet & Salty, Sweet Cream Butter)
- Lighthouse Pretzels

## ポピュラー・カルチャー
2009年、ジャズ・ピアニストの上原ひろみはソロ・ピアノ・アルバム『プレイス・トゥ・ビー』に『ケープコッド・チップス』という曲を収録した。
2012年春、CG処理されたカモメがバンドとなり、フロック・オブ・シーガルズの1982年のヒット曲『I Ran (So Far Away) 』を演奏するコマーシャルが製作された。
リル・ウェインのミックステープ『Sorry 4 the wait 2 』の曲『No Haters 』に「Pockets lookin' like the Blob, chips like Cape Cod」という歌詞がある。

## 関連事項
- List of popcorn brands